# Oldenlandia microphylla
Oldenlandia microphylla är en måreväxtart som beskrevs av De Wild. och Théophile Alexis Durand. Oldenlandia microphylla ingår i släktet Oldenlandia och familjen måreväxter.
Artens utbredningsområde är Kongo-Kinshasa. Inga underarter finns listade i Catalogue of Life.